# Renua Irlanda
Renua Irlanda (em inglês: Renua Ireland), mais conhecido por Renua, é um partido político da República da Irlanda.
O partido foi formado a 13 de Março de 2015, liderado por Lucinda Creighton, ex-ministra pelo Fine Gael, entre 2011 e 2013. Renua foi criado,  em grande medida, por ex-simpatizantes do Fine Gael, que discordaram com a política deste partido sobre a liberalização do aborto.
Ideologicamente, o partido coloca-se na direita do espectro político, seguindo uma linha conservadora, economicamente liberal, defendo um imposto único de 23% para todos e, tomando um tom duro quanto ao crime defendendo, inclusivamente, a pena perpétua. Importa referir que, apesar dos seus fundadores terem criado o partido pela sua oposição à nova lei de aborto, o partido irá dar liberdade de votos em futuras discussões no tema.

## Resultados eleitorais

### Eleições legislativas
| Data | Votos  | %        | Deputados | Status            |
| ---- | ------ | -------- | --------- | ----------------- |
| 2016 | 46 552 | 2,2 (#8) | 0 / 158   | Extra-parlamentar |